# Kanton Coudekerque-Branche (bis 2015)
Der Kanton Coudekerque-Branche war ein französischer Kanton im Arrondissement Dunkerque im Département Nord und in der Region Nord-Pas-de-Calais. Sein Hauptort war Coudekerque-Branche. Vertreter im Generalrat des Departements war seit 1998 Joël Carbon.

## Gemeinden
Der Kanton bestand aus einem Teil der Stadt Dunkerque (dt. Dünkirchen: angegeben ist hier die Gesamteinwohnerzahl, im Kanton selbst waren es etwa 23.600) und weiteren zwei Gemeinden:
| Gemeinde            | Einwohner Jahr | Fläche km² | Bevölkerungsdichte | Code INSEE | Postleitzahl        |
| ------------------- | -------------- | ---------- | ------------------ | ---------- | ------------------- |
| Coudekerque-Village | 1.250 (2013)   | –          | – Einw./km²        | 59154      | 59380               |
| Coudekerque-Branche | 22.015 (2013)  | –          | – Einw./km²        | 59155      | 59210               |
| Dunkerque           | 89.882 (2013)  | –          | – Einw./km²        | 59183      | 59140; 59240; 59640 |

Von der Stadt Dunkerque gehörten folgende Teile zum Kanton:
- Dunkerque-Centre
- Malo-les-Bains-Centre
- Rosendaël-Centre